# 淺倉大介
淺倉大介（1967年11月4日—），日本音樂製作人、作曲家、編曲家。

## 生平
出身於東京都台東區。畢業於東京都立藏前工業高等學校。目前隸屬於Darwin（ダーウィン）旗下。通稱DA。

## 外部連結
- Daisuke Asakura Official Web （页面存档备份，存于）：官方網站（日語）
- 淺倉大介的X（前Twitter）
- 淺倉大介的Facebook專頁
- 淺倉大介的MySpace主頁